# Hubble Ultra Deep Field

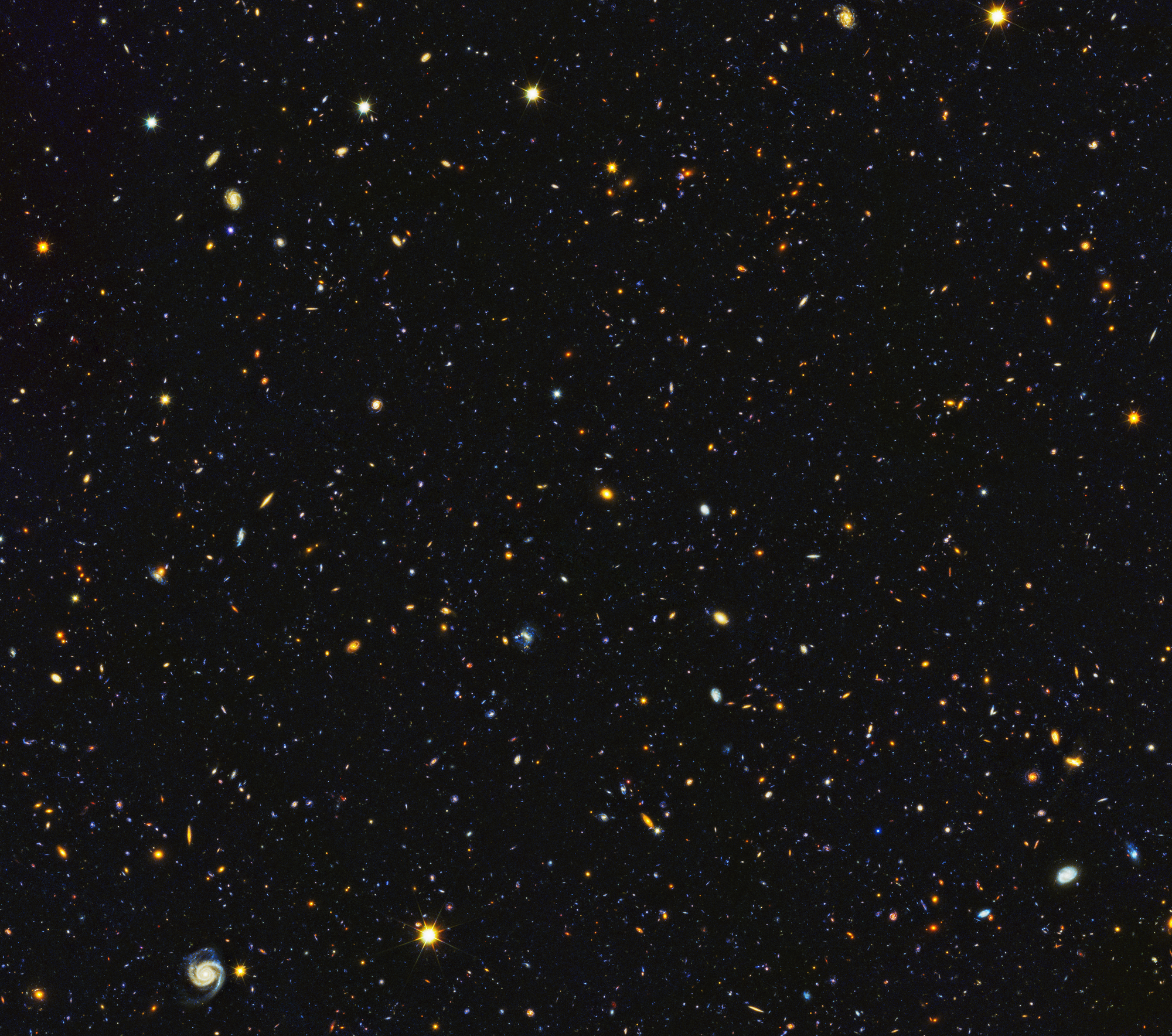
Изображение Hubble Deep UV (HDUV) Legacy Survey, выпущенное 16 августа 2018 года, является одним из самых глубоких за всю историю обзоров вселенной, основанных на широком спектре наблюдений космического телескопа Хаббла и других космических и наземных телескопов. Данное изображение содержит галактики самых разных размеров, форм, цветов и возрастов. Самые маленькие и самые красные галактики, которых на снимке около 15000, это одни из самых удалённых галактик, когда-либо запечатлённых телескопом. Вероятно, они возникли вскоре после Большого взрыва. Данное изображение в 14 раз превышает площадь изображения Hubble Ultra Violet Ultra Deep Field

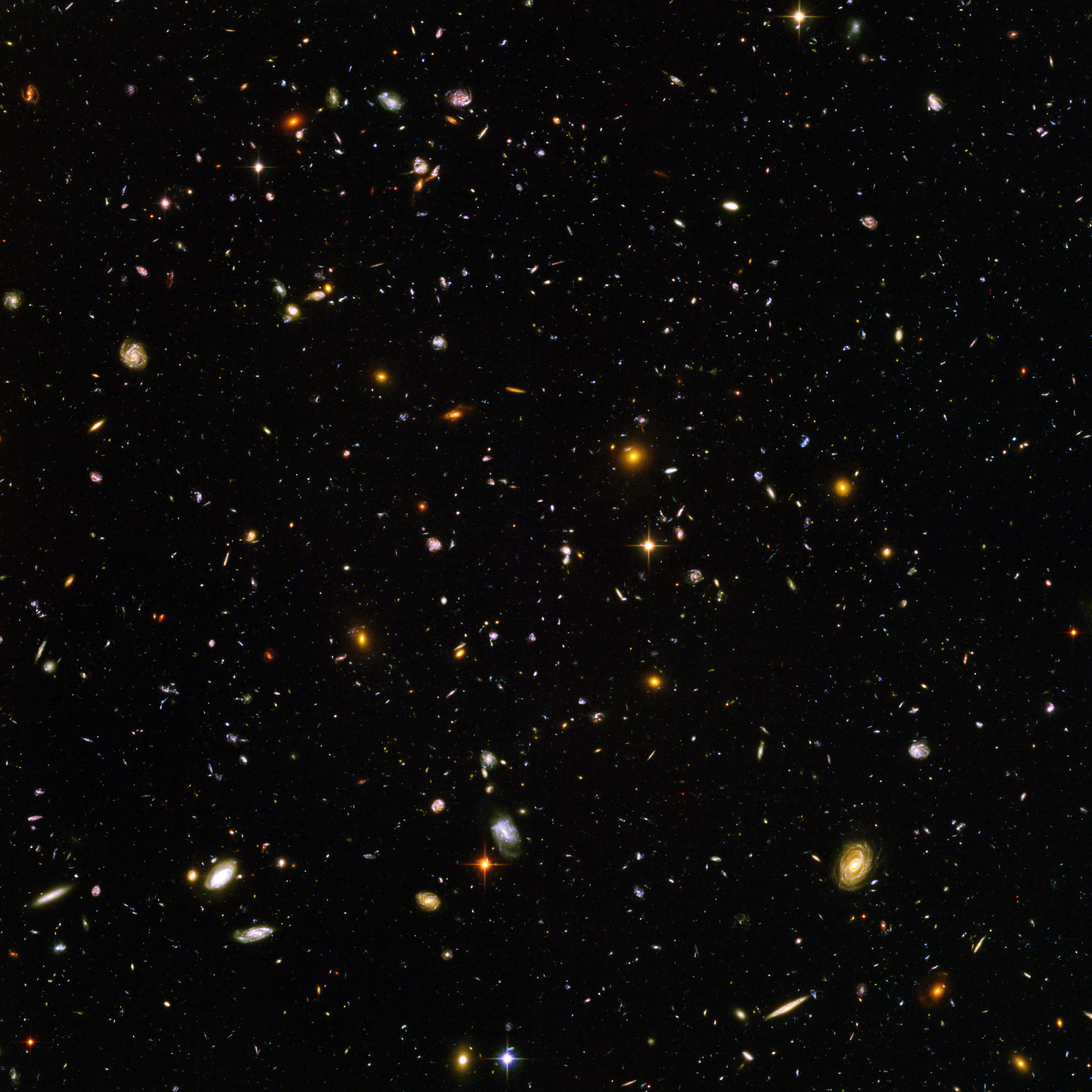
Изображение HUDF

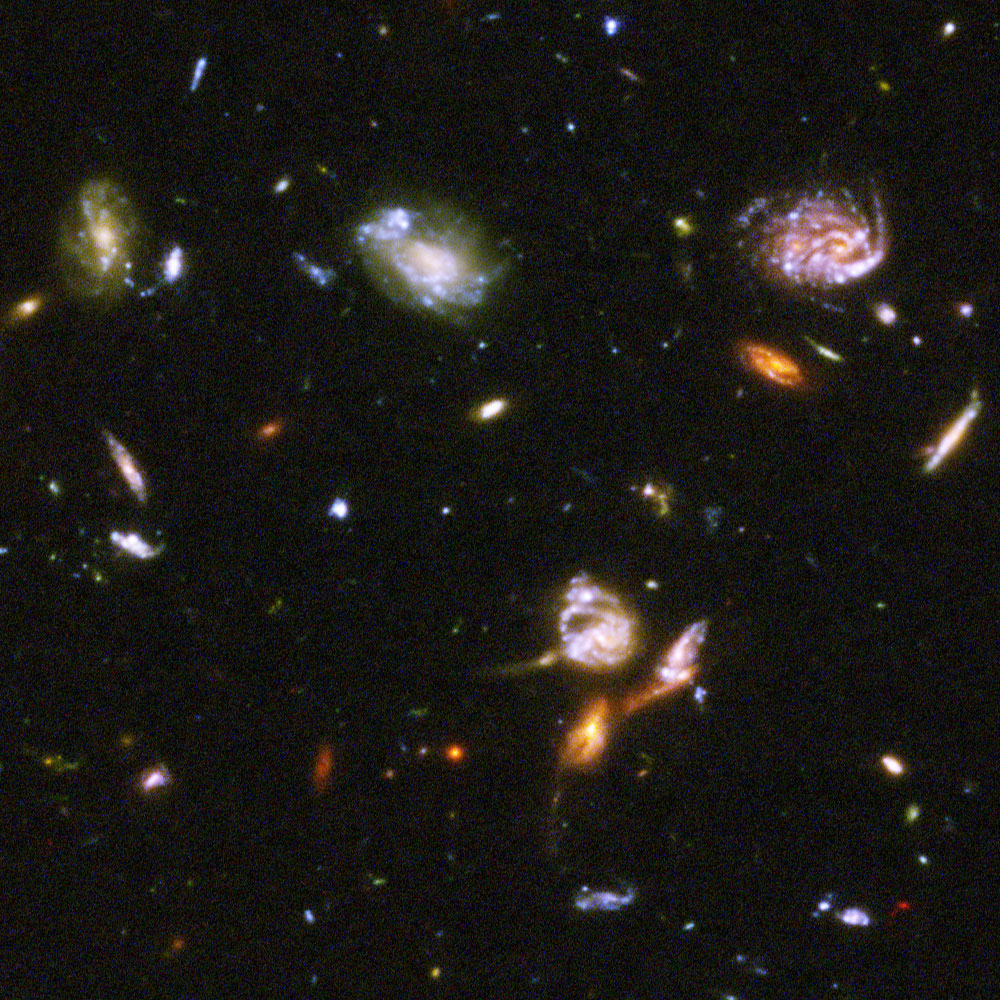
Увеличенное изображение куска HUDF из левой верхней области

Hubble Ultra-Deep Field (HUDF) — изображение небольшого региона космоса, составленное из данных, полученных космическим телескопом «Хаббл» в период с 24 сентября 2003 года по 16 января 2004 года. Изображение представляет собой комбинацию отдельных снимков, сделанных при помощи усовершенствованной обзорной камеры, камеры близкого инфракрасного диапазона и мультиобъектного спектрометра, снятых с общей выдержкой почти миллион секунд (11,3 суток).
Для обзора была выбрана область неба с низкой плотностью ярких звёзд в ближней зоне, что позволило лучше разглядеть более далёкие и тусклые объекты. Изображение охватывает участок неба диаметром чуть больше 3 угловых минут в созвездии Печь, что составляет примерно 1/13 000 000 от всей площади неба, и содержит примерно 10000 галактик. Изображение ориентировано так, что верхний левый угол направлен на север на небесной сфере.
25 сентября 2012 года НАСА опубликовало ещё более глубокое изображение, названное Hubble Extreme Deep Field (XDF). Оно представляет собой комбинацию изображения небольшого участка из центральной области HUDF и новых данных, полученных с выдержкой 2 миллиона секунд.

## Подготовка

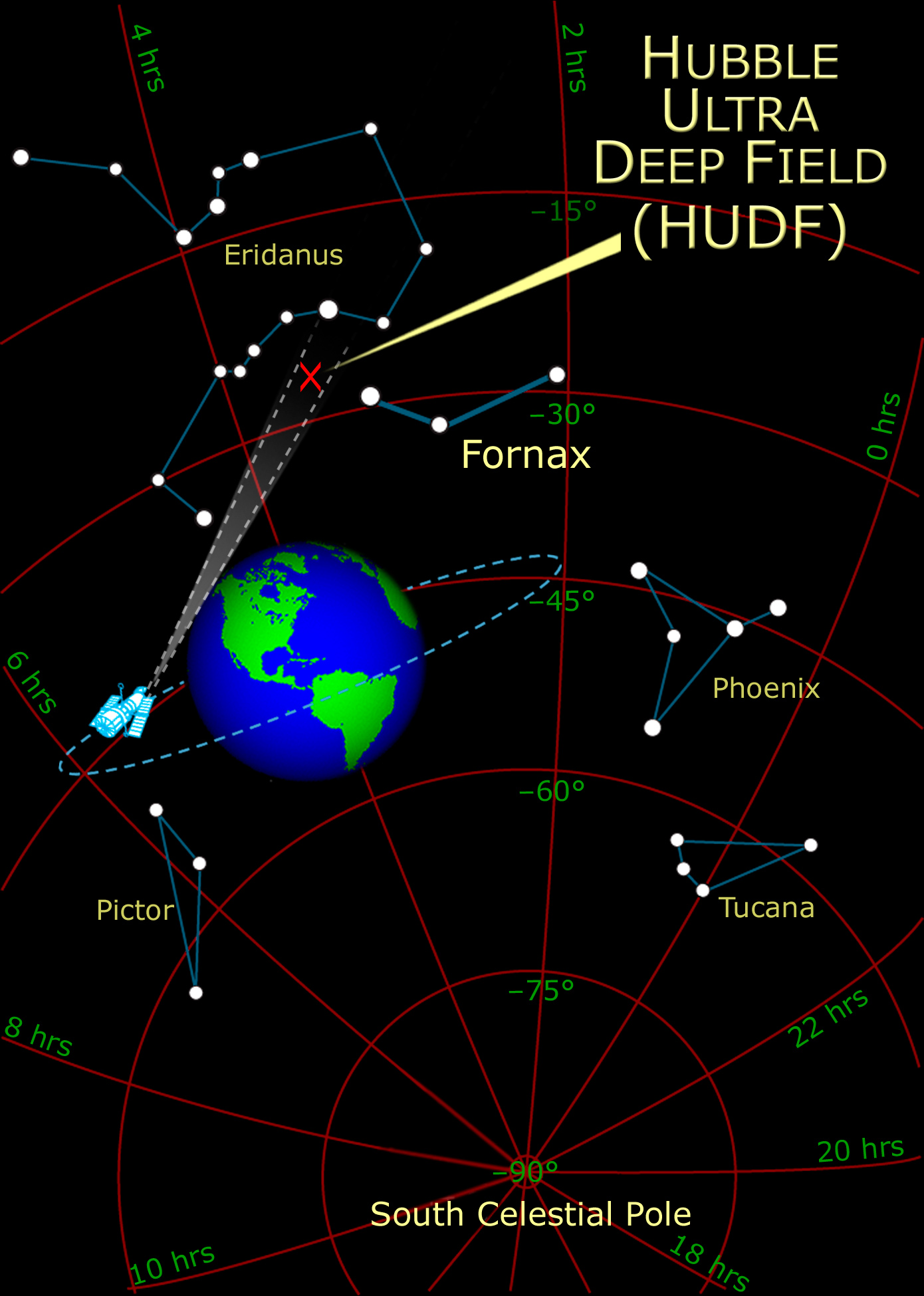
Положение области HUDF на небе

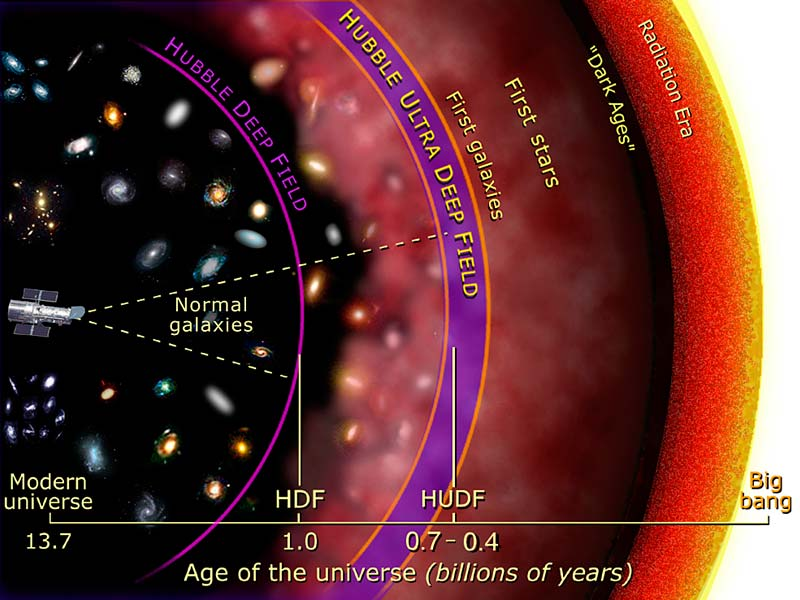
Диаграмма показывает относительную удалённость захватываемой области для HUDF и предшествовавшего ему Hubble Deep Field (HDF)

За время, прошедшее после первоначального обзора Hubble Deep Field (HDF), были проанализированы данные, полученные в результате обзоров Hubble Deep Field South и GOODS, что дало улучшенные статистические данные на областях с большим красным смещением, которые были исследованы HDF. После установки на «Хаббл» усовершенствованной обзорной камеры (англ. Advanced Camera for Surveys, ACS) стало ясно, что сверхглубокие наблюдения смогут показать формирование галактик на бо́льшем значении красного смещения, чем наблюдалось раньше, равно как и дать больше информации о формировании галактик на средних значениях красного смещения (z~2). В конце 2002 года в Научном институте космического телескопа состоялся семинар по вопросу, как лучше вести наблюдения при помощи ACS. На семинаре Массимо Стиавелли пропагандировал сверхглубокий обзор как средство для изучения объектов, ответственных за реионизацию Вселенной. По результатам семинара директор института Стивен Беквит решил выделить 400 оборотов из «резерва директора института» на сверхглубокий обзор и назначил Стиавелли руководителем рабочей группы, проводящей наблюдения.
Как и для предыдущих обзоров, к области наблюдений предъявлялся ряд требований:
- В области наблюдения должно было быть как можно меньше излучения от нашей галактики и зодиакального света.
- Область должна находиться на таком склонении, чтобы быть доступной для наблюдения как из северного полушария (например, средствами обсерватории на Гавайях), так и из южного (Atacama Large Millimeter Array).

В итоге была выбрана часть области, наблюдавшейся в рамках Chandra Deep Field South, представлявшая интерес по двум причинам. Во-первых, по ней уже имелись данные глубокого наблюдения в рентгеновском диапазоне, собранные телескопом «Чандра». Во-вторых, в ней располагались два интересующих учёных объекта, ранее наблюдавшиеся в обзоре GOODS: галактика с z = 5,8 и сверхновая. Выбранное поле наблюдения располагается в созвездии Печь, прямое восхождение: 3ч 32м 39с, склонение −27° 47′ 29,1″ (J2000.0). Размер поля 200 угловых секунд, общая площадь 11 квадратных угловых минут.
В отличие от HDF, область обзора для HUDF не находилась в зоне постоянной видимости телескопа. Предыдущие наблюдения при помощи Широкоугольной и планетарной камеры-2 (англ. Wide Field and Planetary Camera 2) могли вестись в диапазонах волн с высоким уровнем шума, что позволяло наблюдать даже тогда, когда отражённый от Земли свет мешал наблюдениям, и за счёт этого продлить их время. Новая камера ACS не имела этого преимущества, так как не вела наблюдений на этих частотах.

## Наблюдения

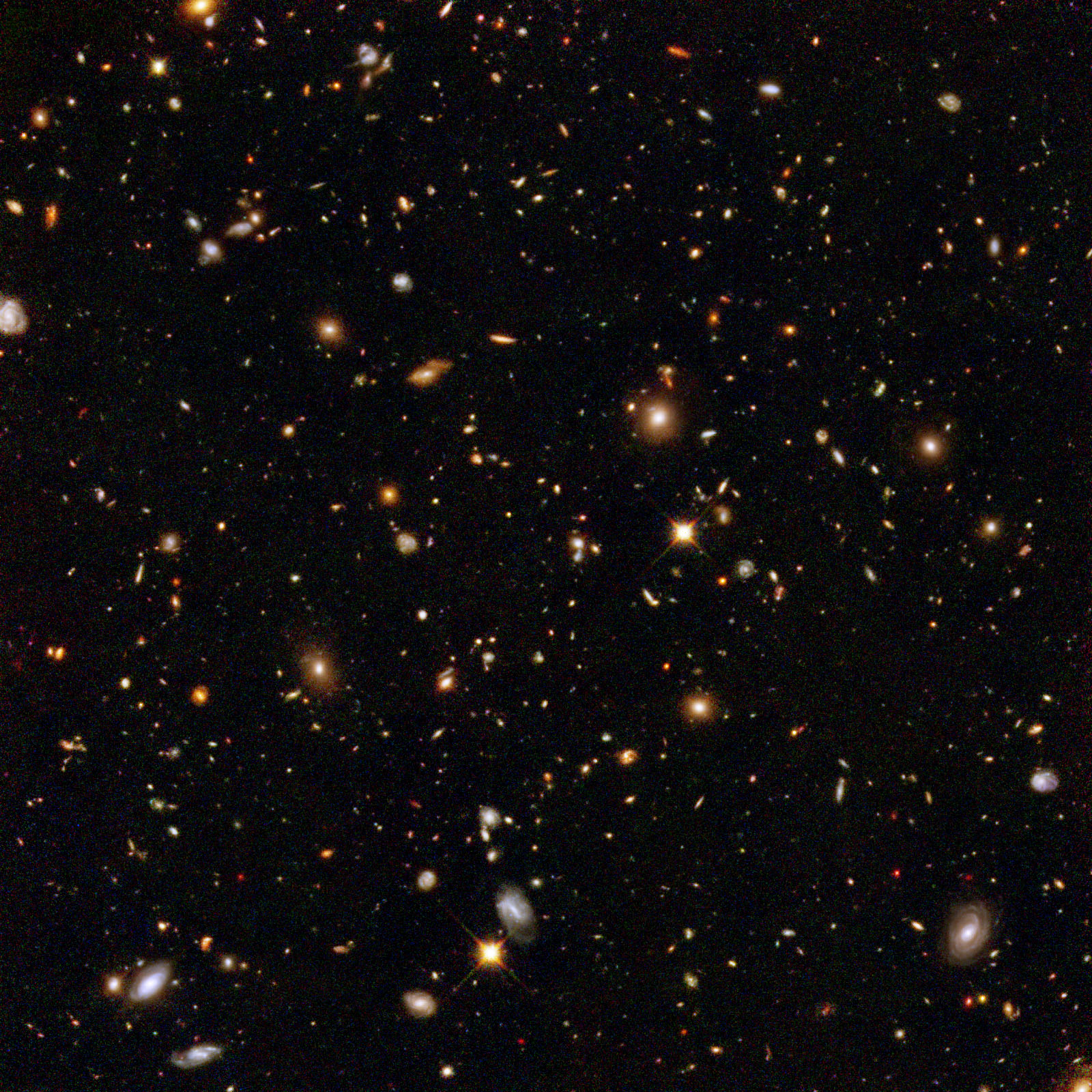
HUDF с данными NICMOS в инфракрасном диапазоне. Кадрирование немного отличается

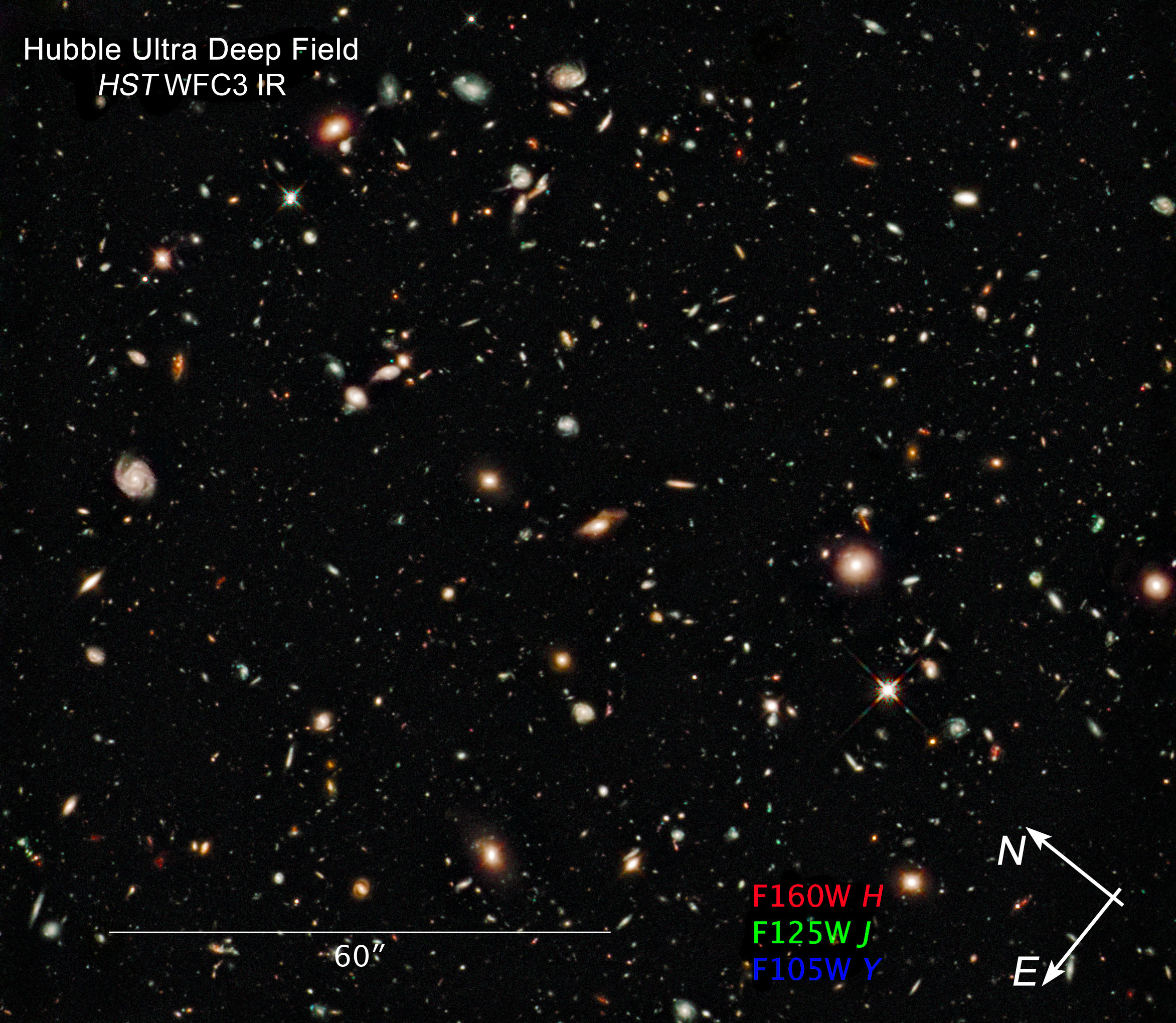
Данные WFC3 в инфракрасном диапазоне на часть области наблюдений

Для наблюдений при помощи ACS использовалось 3 широкополосных фильтра: 435 нм, 606 нм, 775 нм, и один низкочастотный — 850 нм, а выдержка была подобрана так, чтобы итоговая чувствительность по всем фильтрам была одинаковой. Эти диапазоны совпадали с использовавшимися при наблюдениях GOODS, что позволяло напрямую сравнивать результаты двух обзоров. Как и в случае с Hubble Deep Field, наблюдения для HUDF велись за счёт времени из «резерва директора института». Чтобы получить как можно большее оптическое разрешение, при каждой отдельной съёмке телескоп направлялся на немного другую точку — такая техника дизеринга была ранее опробована в ходе HDF. В результате изображение имело более высокое разрешение, чем в норме позволила бы плотность точек на нём.
Наблюдения велись в два этапа, с 23 сентября по 28 октября 2003 года, и с 4 декабря 2003 года по 15 января 2004 года. Общая выдержка составила чуть меньше 1 миллиона секунд за 400 витков орбиты, с типичной выдержкой отдельного снимка 1200 с. При помощи ACS были сделаны 800 снимков за 11,3 дня, по 2 снимка на каждый виток орбиты; наблюдения при помощи NICMOS (англ. Near Infrared Camera and Multi-Object Spectrometer) велись 4,5 дня. Отдельные снимки с ACS были обработаны и сведены воедино Антоном Коекмоером в набор изображений, пригодных для дальнейшего анализа, с общим временем выдержки от 134,900 до 347,100 секунд для каждого.
| Камера | Фильтр | Длина волн | Общее время выдержки         | Число экспозиций |
| ------ | ------ | ---------- | ---------------------------- | ---------------- |
| ACS    | F435W  | 435 нм     | 134,900 с (56 витков орбиты) | 116              |
| ACS    | F606W  | 606 нм     | 135,300 с (56 витков орбиты) | 116              |
| ACS    | F775W  | 775 нм     | 347,100 с (144 витка орбиты) | 288              |
| ACS    | F850LP | 850 нм     | 346,600 с (144 витка орбиты) | 288              |

Чувствительность ACS ограничивает её способность обнаруживать галактики с большим красным смещением примерно значением z ~ 6. Глубокие наблюдения при помощи NICMOS, полученные параллельно с изображениями ACS, могли быть использованы для поиска галактик на z > 7, но для этого не хватало изображений в видимом диапазоне на той же глубине наблюдений. Такие изображения необходимы для обнаружения объектов с большим красным смещением, так как в видимом диапазоне они не должны наблюдаться. Для получения глубоких изображений в видимом диапазоне в тех же областях была запущена программа HUDF05, которой выделили 204 витка орбиты для параллельного наблюдения. Направление телескопа было выбрано так, чтобы снимки с NICMOS накладывались на основное поле наблюдений HUDF.
После установки на «Хаббл» в 2009 году Широкоугольной камеры 3 (англ. Wide Field Camera 3, WFC3), в рамках программы HUDF09 (GO-11563) было использовано 192 витка орбиты для наблюдений в разных областях неба, включая область HUDF. Для наблюдений были использованы новые инфракрасные широкополосные фильтры F105W, F125W и F160W (соответствующие полосам излучения (англ.) Y, J и H):
| Камера | Фильтр | Длина волн    | Общее время выдержки                      |
| ------ | ------ | ------------- | ----------------------------------------- |
| WFC3   | F105W  | 1050 нм ± 150 | 16 витков орбиты, 14 пригодных для съёмок |
| WFC3   | F125W  | 1250 нм ± 150 | 16 витков орбиты                          |
| WFC3   | F160W  | 1600 нм ± 150 | 28 витков орбиты                          |

## Описание изображения

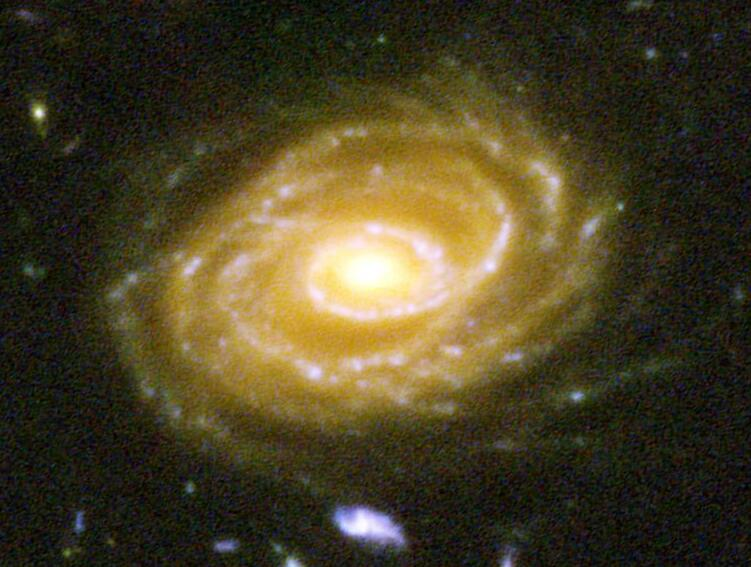
Спиральная галактика UDF 423 в видимом диапазоне

Поле, захваченное наблюдениями ACS, содержит более 10,000 объектов, большая часть из которых галактики. Красное смещение для большинства из них превосходит 3, а для некоторых, возможно, лежит в диапазоне от 6 до 7. Наблюдения при помощи NICMOS могли обнаружить галактики с красным смещением до 12.
Hubble Ultra Deep Field стал самым глубоким изображением космоса, сделанным на тот момент, и используется для поиска галактик, существовавших в период от 400 до 800 миллионов лет после Большого взрыва (красное смещение от 7 до 12). На 2012 год самым далёким из обнаруженных объектов была галактика UDFj-39546284 — красное смещение z = 11,9, а расстояние до неё — не менее 13,37 млрд световых лет. Красный карлик UDF 2457 на расстоянии 59 000 световых лет стал самой далёкой отдельной звездой, запечатлённой HUDF.

## Научные результаты
- Высокая скорость звездообразования на самых ранних этапах возникновения галактик, в первый миллиард лет после Большого взрыва[источник не указан 4667 дней].
- Улучшенное описание распределения галактик в космосе, их числа, размеров и светимостей в разные эпохи, что позволило продвинуться в исследовании эволюции галактик[источник не указан 4667 дней].
- Подтверждение того, что галактики с бо́льшим красным смещением меньше по размеру и менее симметричны, чем при меньшем красном смещении. Это указывает на быструю эволюцию галактик в первую пару миллиардов лет после Большого взрыва[источник не указан 4667 дней].

## Следующий шаг

Изображение Hubble Extreme Deep Field в полном разрешении

25 сентября 2012 года было опубликовано новое изображение Hubble Extreme Deep Field (XDF) — изображение небольшого участка космоса в центре поля HUDF, показывающее галактики, существовавшие 13,2 млрд лет назад, и являющееся на настоящий момент самым глубоким астрономическим изображением в видимом диапазоне. Оно было получено с выдержкой 2 миллиона секунд; на то, чтобы собрать цельное изображение, ушло 10 лет. Самые тусклые галактики на нём имеют яркость в 10 миллиардов раз меньше чувствительности человеческого зрения. Красные галактики на нём — это остатки галактик после крупных столкновений в период их старости. Многие из меньших галактик очень молоды, но со временем станут крупными галактиками, вроде Млечного Пути и других галактик рядом с ним. Изображение XDF раскрывает ещё около 5500 галактик на крохотном участке дальних рубежей космоса в дополнение к результатам, полученным космическим телескопом «Хаббл» в 2003 и 2004 годах.